# Preteaching

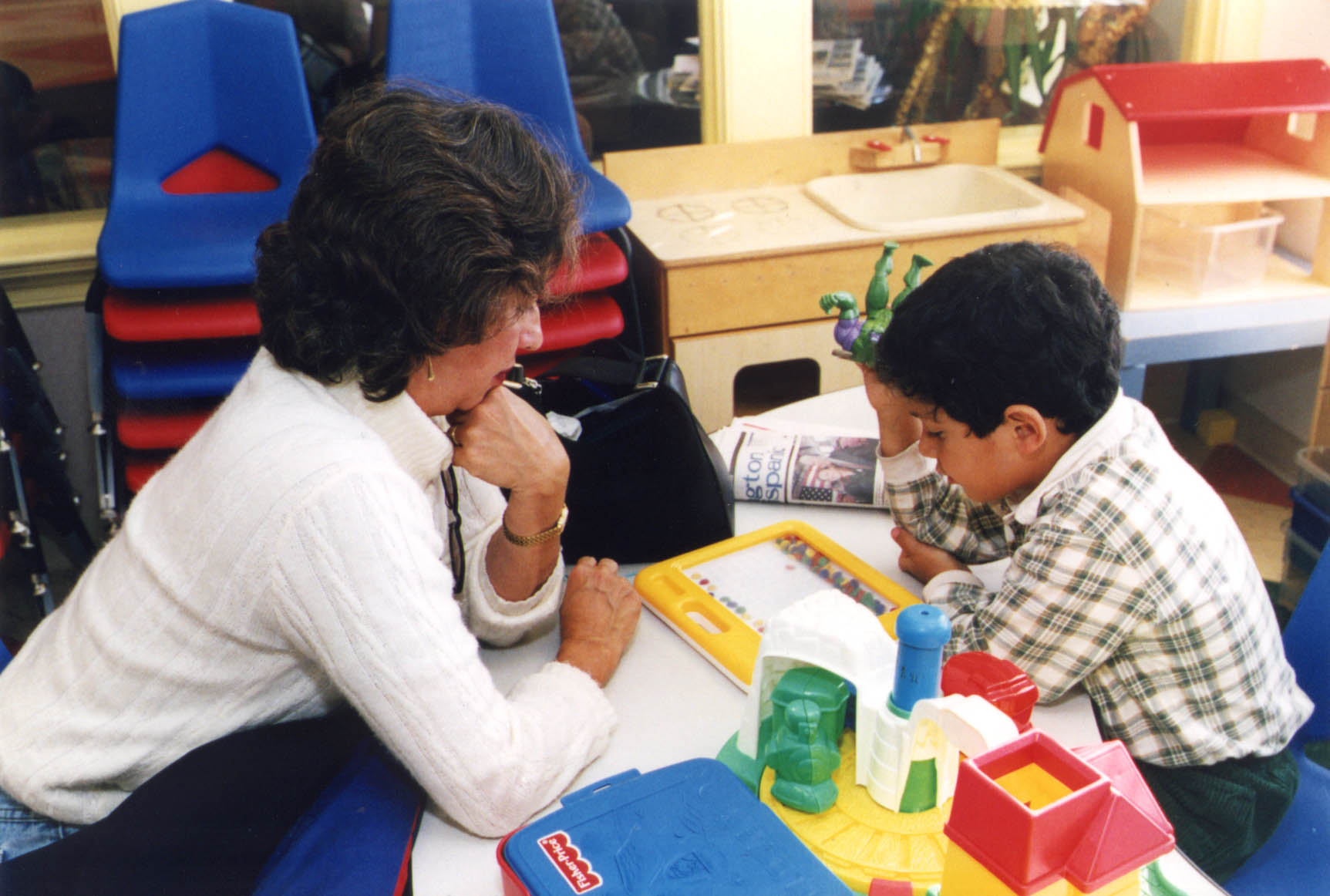
Preteaching

Preteaching (Nederlands: vóór het lesgeven) is het voor de les apart nemen van een groep zwakke leerlingen en hen alvast de instructie te geven die gaat volgen in de les. Hierdoor horen deze leerlingen de uitleg tweemaal, hetgeen een positief effect heeft op de leeropbrengsten. Preteaching gebeurt altijd in een kleine groep, maar soms ook individueel.
Preteaching is een manier om rekening te houden met de verschillen tussen leerlingen, een vorm van differentiatie in het onderwijs. Het werkt preventief en zorgt voor meer zelfvertrouwen bij de betreffende leerlingen. Preteaching kan ook ingezet worden voor kinderen met een stoornis, zoals dyslexie en dyscalculie. Voor hen is extra instructie- en leertijd zeer effectief.
Preteaching kan gedaan worden door de leerkracht van de leerlingen, maar dan moet de klas zo worden georganiseerd dat hiervoor ook tijd beschikbaar is. Ook kan de taak worden ingevuld door de klassenassistent, remedial teacher of intern begeleider. Preteaching wordt niet tijdens de te volgen les gegeven.
Tijdens de coronapandemie in 2020-2021 werd de term ook gebruikt voor het digitaal lesgeven tijdens een lockdown. Die leerstof wordt dan na de lockdown herhaald. In Vlaanderen werd dit ook aanloopleren genoemd, een term bedacht door VRT-journalist Chris De Nijs.